# Atletismo nos Jogos Paralímpicos de Verão de 2016
As competições de atletismo nos Jogos Paralímpicos de Verão de 2016 foram disputadas entre 8 e 18 de setembro no Estádio Olímpico, no Rio de Janeiro, Brasil. Cerca de 1.100 atletas competiram, sendo 660 homens e 440 mulheres, e disputaram medalhas em 177 eventos. Este foi o evento de atletismo com mais medalhas distribuídas da história dos Jogos Paralímpicos.

## Calendário
| CA | Cerimônia de abertura | ● | Final | CE | Cerimônia de encerramento |

| Setembro  | 7  | 8  | 9  | 10 | 11 | 12 | 13 | 14 | 15 | 16 | 17 | 18 | 18 | Medalhas de ouro |
| --------- | -- | -- | -- | -- | -- | -- | -- | -- | -- | -- | -- | -- | -- | ---------------- |
| Atletismo | CA | 10 | 20 | 16 | 19 | 14 | 19 | 14 | 19 | 14 | 25 | 5  | CE | 177              |

## Classificação
Os atletas são divididos de acordo com o tipo e extensão de sua deficiência. Este sistema permite que os atletas compitam com outros atletas com o mesmo ou semelhante grau de deficiência.
- 11-13: Deficientes visuais (11) e atletas com visão reduzida (12, 13).[1]
- 20: Deficientes intelectuais.[1]
- 31-38: Atletas com paralisia cerebral; 31-34 para atletas de cadeira de rodas e 35-38 para atletas com próteses.[1]
- 40-41: Outros (incluindo atletas com nanismo).[1]
- 42-47: Atletas amputados.[1]
- 51-58: Atletas com deficiência na medula espinal.[1]

Os números de classe seguem com as letras  "T" e "F" para provas externas e internas, respectivamente.
Em 9 de junho de 2015, o Comitê Paralímpico Internacional anunciou a composição do programa de atletismo dos Jogos. Houve diversas mudanças no programa, incluindo a eliminação do salto triplo.
| Classificação Evento | Deficientes visuais | Deficientes visuais | Deficientes visuais | DI  | Atletas com paralisia cerebral | Atletas com paralisia cerebral | Atletas com paralisia cerebral | Atletas com paralisia cerebral | Atletas com paralisia cerebral | Atletas com paralisia cerebral | Atletas com paralisia cerebral | Outros | Outros | Atletas amputados | Atletas amputados | Atletas amputados | Atletas amputados | Atletas amputados | Atletas amputados | Atletas com deficiência na medula espinal | Atletas com deficiência na medula espinal | Atletas com deficiência na medula espinal | Atletas com deficiência na medula espinal | Atletas com deficiência na medula espinal | Atletas com deficiência na medula espinal | Atletas com deficiência na medula espinal |
| -------------------- | ------------------- | ------------------- | ------------------- | --- | ------------------------------ | ------------------------------ | ------------------------------ | ------------------------------ | ------------------------------ | ------------------------------ | ------------------------------ | ------ | ------ | ----------------- | ----------------- | ----------------- | ----------------- | ----------------- | ----------------- | ----------------------------------------- | ----------------------------------------- | ----------------------------------------- | ----------------------------------------- | ----------------------------------------- | ----------------------------------------- | ----------------------------------------- |
| Classificação Evento | T11                 | T12                 | T13                 | T20 | T32                            | T33                            | T34                            | T35                            | T36                            | T37                            | T38                            | T40    | T41    | T42               | T43               | T44               | T45               | T46               | T47               | T51                                       | T52                                       | T53                                       | T54                                       | T55                                       | T56                                       | T57                                       |
| Classificação Evento | F11                 | F12                 | F13                 | F20 | F32                            | F33                            | F34                            | F35                            | F36                            | F37                            | F38                            | F40    | F41    | F42               | F43               | F44               | F45               | F46               | F47               | F51                                       | F52                                       | F53                                       | F54                                       | F55                                       | F56                                       | F57                                       |
| Eventos de pista     |                     |                     |                     |     |                                |                                |                                |                                |                                |                                |                                |        |        |                   |                   |                   |                   |                   |                   |                                           |                                           |                                           |                                           |                                           |                                           |                                           |
| 100 metros           | ●                   | ●                   | ●                   |     |                                | ●                              | ●                              | ●                              | ●                              | ●                              | ●                              |        | >>     | ●                 | >>                | ●                 | >>                | >>                | ●                 | ●                                         | ●                                         | ●                                         | ●                                         |                                           |                                           |                                           |
| 200 metros           | ●                   | ●                   |                     |     |                                |                                |                                | ●                              |                                |                                |                                |        |        | ●                 | >>                | ●                 |                   |                   |                   |                                           |                                           |                                           |                                           |                                           |                                           |                                           |
| 400 metros           | ●                   | ●                   | ●                   | ●   |                                |                                |                                |                                | ●                              | ●                              | ●                              |        |        |                   | >>                | ●                 | >>                | >>                | ●                 | ●                                         | ●                                         | ●                                         | ●                                         |                                           |                                           |                                           |
| 800 metros           |                     |                     |                     |     |                                |                                | ●                              |                                | ●                              |                                |                                |        |        |                   |                   |                   |                   |                   |                   |                                           | >>                                        | ●                                         | ●                                         |                                           |                                           |                                           |
| 1500 metros          | ●                   | >>                  | ●                   | ●   |                                |                                |                                |                                |                                | ●                              | ●                              |        |        |                   |                   |                   | >>                | ●                 |                   | >>                                        | ●                                         | >>                                        | ●                                         |                                           |                                           |                                           |
| 5000 metros          | ●                   | >>                  | ●                   |     |                                |                                |                                |                                |                                |                                |                                |        |        |                   |                   |                   |                   |                   |                   |                                           |                                           | >>                                        | ●                                         |                                           |                                           |                                           |
| Maratona             | >>                  | ●                   |                     |     |                                |                                |                                |                                |                                |                                |                                |        |        |                   |                   |                   | >>                | ●                 |                   |                                           | >>                                        | >>                                        | ●                                         |                                           |                                           |                                           |
| 4 × 100 m            | ●                   | ●                   | ●                   |     |                                |                                |                                |                                |                                |                                |                                |        |        | ●                 | ●                 | ●                 | ●                 | ●                 | ●                 |                                           |                                           | ●                                         | ●                                         |                                           |                                           |                                           |
| Eventos de campo     |                     |                     |                     |     |                                |                                |                                |                                |                                |                                |                                |        |        |                   |                   |                   |                   |                   |                   |                                           |                                           |                                           |                                           |                                           |                                           |                                           |
| Salto com vara       |                     |                     |                     |     |                                |                                |                                |                                |                                |                                |                                |        |        | ●                 |                   | ●                 | >>                | >>                | ●                 |                                           |                                           |                                           |                                           |                                           |                                           |                                           |
| Salto em distância   | ●                   | ●                   |                     | ●   |                                |                                |                                |                                | ●                              | ●                              | ●                              |        |        | ●                 | >>                | ●                 | >>                | >>                | ●                 |                                           |                                           |                                           |                                           |                                           |                                           |                                           |
| Arremesso de peso    | >>                  | ●                   |                     | ●   | ●                              | ●                              | ●                              | ●                              | ●                              | ●                              |                                | ●      | ●      | ●                 |                   |                   |                   |                   |                   |                                           |                                           | ●                                         | >>                                        | ●                                         | >>                                        | ●                                         |
| Disco                | ●                   |                     |                     |     |                                |                                |                                |                                |                                | ●                              |                                |        |        |                   | >>                | ●                 |                   |                   |                   | >>                                        | ●                                         |                                           | >>                                        | >>                                        | ●                                         |                                           |
| Lançamento de dardos |                     | >>                  | ●                   |     |                                |                                | ●                              |                                |                                |                                | ●                              | >>     | ●      | >>                | >>                | ●                 |                   | ●                 |                   |                                           |                                           | >>                                        | ●                                         |                                           | >>                                        | ●                                         |
| Lançamento de pinos  |                     |                     |                     |     | ●                              |                                |                                |                                |                                |                                |                                |        |        |                   |                   |                   |                   |                   |                   | ●                                         |                                           |                                           |                                           |                                           |                                           |                                           |

| Classificação Evento | Deficientes visuais | Deficientes visuais | Deficientes visuais | DI  | Atletas com paralisia cerebral | Atletas com paralisia cerebral | Atletas com paralisia cerebral | Atletas com paralisia cerebral | Atletas com paralisia cerebral | Atletas com paralisia cerebral | Atletas com paralisia cerebral | Outros | Outros | Atletas amputados | Atletas amputados | Atletas amputados | Atletas amputados | Atletas amputados | Atletas amputados | Atletas com deficiência na medula espinal | Atletas com deficiência na medula espinal | Atletas com deficiência na medula espinal | Atletas com deficiência na medula espinal | Atletas com deficiência na medula espinal | Atletas com deficiência na medula espinal | Atletas com deficiência na medula espinal |
| -------------------- | ------------------- | ------------------- | ------------------- | --- | ------------------------------ | ------------------------------ | ------------------------------ | ------------------------------ | ------------------------------ | ------------------------------ | ------------------------------ | ------ | ------ | ----------------- | ----------------- | ----------------- | ----------------- | ----------------- | ----------------- | ----------------------------------------- | ----------------------------------------- | ----------------------------------------- | ----------------------------------------- | ----------------------------------------- | ----------------------------------------- | ----------------------------------------- |
| Classificação Evento | T11                 | T12                 | T13                 | T20 | T32                            | T33                            | T34                            | T35                            | T36                            | T37                            | T38                            | T40    | T41    | T42               | T43               | T44               | T45               | T46               | T47               | T51                                       | T52                                       | T53                                       | T54                                       | T55                                       | T56                                       | T57                                       |
| Classificação Evento | F11                 | F12                 | F13                 | F20 | F32                            | F33                            | F34                            | F35                            | F36                            | F37                            | F38                            | F40    | F41    | F42               | F43               | F44               | F45               | F46               | F47               | F51                                       | F52                                       | F53                                       | F54                                       | F55                                       | F56                                       | F57                                       |
| Eventos de pista     |                     |                     |                     |     |                                |                                |                                |                                |                                |                                |                                |        |        |                   |                   |                   |                   |                   |                   |                                           |                                           |                                           |                                           |                                           |                                           |                                           |
| 100 metros           | ●                   | ●                   | ●                   |     |                                | >>                             | ●                              | ●                              | ●                              | ●                              | ●                              |        |        | ●                 | >>                | ●                 | >>                | >>                | ●                 | >>                                        | ●                                         | ●                                         | ●                                         |                                           |                                           |                                           |
| 200 metros           | ●                   | ●                   |                     |     |                                |                                |                                | ●                              | ●                              |                                |                                |        |        |                   | >>                | ●                 | >>                | >>                | ●                 |                                           |                                           |                                           |                                           |                                           |                                           |                                           |
| 400 metros           | ●                   | ●                   | ●                   | ●   |                                | >>                             | ●                              |                                |                                | ●                              | ●                              |        |        |                   | >>                | ●                 | >>                | >>                | ●                 | >>                                        | ●                                         | ●                                         | ●                                         |                                           |                                           |                                           |
| 800 metros           |                     |                     |                     |     |                                |                                | ●                              |                                |                                |                                |                                |        |        |                   |                   |                   |                   |                   |                   |                                           | >>                                        | ●                                         | ●                                         |                                           |                                           |                                           |
| 1500 metros          | ●                   | >>                  | ●                   | ●   |                                |                                |                                |                                |                                |                                |                                |        |        |                   |                   |                   |                   |                   |                   |                                           |                                           | >>                                        | ●                                         |                                           |                                           |                                           |
| 5000 metros          |                     |                     |                     |     |                                |                                |                                |                                |                                |                                |                                |        |        |                   |                   |                   |                   |                   |                   |                                           |                                           | >>                                        | ●                                         |                                           |                                           |                                           |
| Maratona             | >>                  | ●                   |                     |     |                                |                                |                                |                                |                                |                                |                                |        |        |                   |                   |                   |                   |                   |                   |                                           | >>                                        | >>                                        | ●                                         |                                           |                                           |                                           |
| 4 × 100 m            | ●                   | ●                   | ●                   |     |                                |                                |                                | ●                              | ●                              | ●                              | ●                              |        |        |                   |                   |                   |                   |                   |                   |                                           |                                           | ●                                         | ●                                         |                                           |                                           |                                           |
| Eventos de campo     |                     |                     |                     |     |                                |                                |                                |                                |                                |                                |                                |        |        |                   |                   |                   |                   |                   |                   |                                           |                                           |                                           |                                           |                                           |                                           |                                           |
| Salto em distância   | ●                   | ●                   |                     | ●   |                                |                                |                                |                                |                                | ●                              | ●                              |        |        | ●                 | >>                | ●                 | >>                | >>                | ●                 |                                           |                                           |                                           |                                           |                                           |                                           |                                           |
| Arremesso de peso    | >>                  | ●                   |                     | ●   | ●                              | ●                              | ●                              | ●                              | ●                              | ●                              |                                | ●      | ●      |                   |                   |                   |                   |                   |                   |                                           |                                           | ●                                         | ●                                         |                                           | >>                                        | ●                                         |
| Discos               | ●                   |                     |                     |     |                                |                                |                                |                                |                                | >>                             | ●                              | >>     | ●      |                   | >>                | ●                 |                   |                   |                   | >>                                        | ●                                         |                                           | >>                                        | ●                                         | >>                                        | ●                                         |
| Lançamento de dardos |                     | >>                  | ●                   |     |                                |                                | ●                              |                                |                                | ●                              |                                |        |        |                   |                   |                   | >>                | ●                 |                   |                                           |                                           | >>                                        | ●                                         | >>                                        | ●                                         |                                           |
| Lançamento de pinos  |                     |                     |                     |     | ●                              |                                |                                |                                |                                |                                |                                |        |        |                   |                   |                   |                   |                   |                   | ●                                         |                                           |                                           |                                           |                                           |                                           |                                           |

Legenda:
- ● : Classificação
- >> : Competidores neste evento qualificam-se para a próxima fase.

## Medalhistas

### Quadro de medalhas
País sede destacado
| Ordem | País                  | Medalha de ouro | Medalha de prata | Medalha de bronze |     |
| ----- | --------------------- | --------------- | ---------------- | ----------------- | --- |
| 1     | CHN China             | 9               | 6                | 8                 | 23  |
| 2     | GBR Grã-Bretanha      | 7               | 3                | 4                 | 14  |
| 3     | BRA Brasil            | 5               | 4                | 4                 | 13  |
| 4     | USA Estados Unidos    | 4               | 6                | 4                 | 14  |
| 5     | TUN Tunísia           | 4               | 4                | 1                 | 9   |
| 6     | MAS Malásia           | 3               |                  |                   | 3   |
| 7     | CAN Canadá            | 2               | 3                |                   | 5   |
| 8     | GER Alemanha          | 2               | 2                | 4                 | 8   |
| 9     | UKR Ucrânia           | 2               | 2                | 3                 | 7   |
| 10    | RSA África do Sul     | 2               | 2                | 1                 | 5   |
| 11    | GRE Grécia            | 2               | 1                | 1                 | 4   |
| 12    | THA Tailândia         | 2               | 1                |                   | 3   |
| 13    | IRL Irlanda           | 2               |                  |                   | 2   |
|       | LAT Letônia           | 2               |                  |                   | 2   |
| 15    | ALG Argélia           | 1               | 4                | 3                 | 8   |
| 16    | POL Polônia           | 1               | 4                | 1                 | 6   |
| 17    | CUB Cuba              | 1               |                  |                   | 1   |
| 18    | FRA França            | 1               | 1                | 2                 | 4   |
| 19    | MEX México            | 1               | 1                | 1                 | 3   |
|       | NZL Nova Zelândia     | 1               | 1                | 1                 | 3   |
| 21    | IRQ Iraque            | 1               | 1                |                   | 2   |
|       | MAR Marrocos          | 1               | 1                |                   | 2   |
| 23    | KEN Quênia            | 1               |                  | 2                 | 3   |
| 24    | ARG Argentina         | 1               |                  | 1                 | 2   |
|       | ESP Espanha           | 1               |                  | 1                 | 2   |
|       | IND Índia             | 1               |                  | 1                 | 2   |
|       | UZB Uzbequistão       | 1               |                  | 1                 | 2   |
| 28    | KUW Kuwait            | 1               |                  |                   | 1   |
|       | NGR Nigéria           | 1               |                  |                   | 1   |
|       | TRI Trinidad e Tobago | 1               |                  |                   | 1   |
| 31    | AUS Austrália         |                 | 2                | 7                 | 9   |
| 32    | AZE Azerbaijão        |                 | 2                |                   | 2   |
|       | IRI Irã               |                 | 2                |                   | 2   |
| 34    | CRO Croácia           |                 | 1                | 1                 | 2   |
|       | NAM Namíbia           |                 | 1                | 1                 | 2   |
|       | VEN Venezuela         |                 | 1                | 1                 | 2   |
| 37    | BEL Bélgica           |                 | 1                |                   | 1   |
|       | EGY Egito             |                 | 1                |                   | 1   |
|       | ETH Etiópia           |                 | 1                |                   | 1   |
|       | FIN Finlândia         |                 | 1                |                   | 1   |
|       | ITA Itália            |                 | 1                |                   | 1   |
|       | LTU Lituânia          |                 | 1                |                   | 1   |
|       | QAT Catar             |                 | 1                |                   | 1   |
|       | SUI Suíça             |                 | 1                |                   | 1   |
| 45    | COL Colômbia          |                 |                  | 2                 | 2   |
|       | NED Países Baixos     |                 |                  | 2                 | 2   |
| 47    | BLR Bielorrússia      |                 |                  | 1                 | 1   |
|       | CPV Cabo Verde        |                 |                  | 1                 | 1   |
|       | KSA Arábia Saudita    |                 |                  | 1                 | 1   |
|       | POR Portugal          |                 |                  | 1                 | 1   |
| TOTAL | TOTAL                 | 64              | 64               | 64                | 192 |